# 西斯特勞門冰川
74°15′S 15°0′W / 74.250°S 15.000°W
西斯特勞門冰川（英語：Veststraumen Glacier）是南極洲的冰川，位於毛德皇后地的阿斯特里德公主海岸，全長45英里，流經克勞爾山脈南端，最終注入龍尼-菲爾希納冰架。